# Horseshoe Lake (Arkansas)
Horseshoe Lake est un village situé dans l’État américain de l'Arkansas, dans le comté de Crittenden.

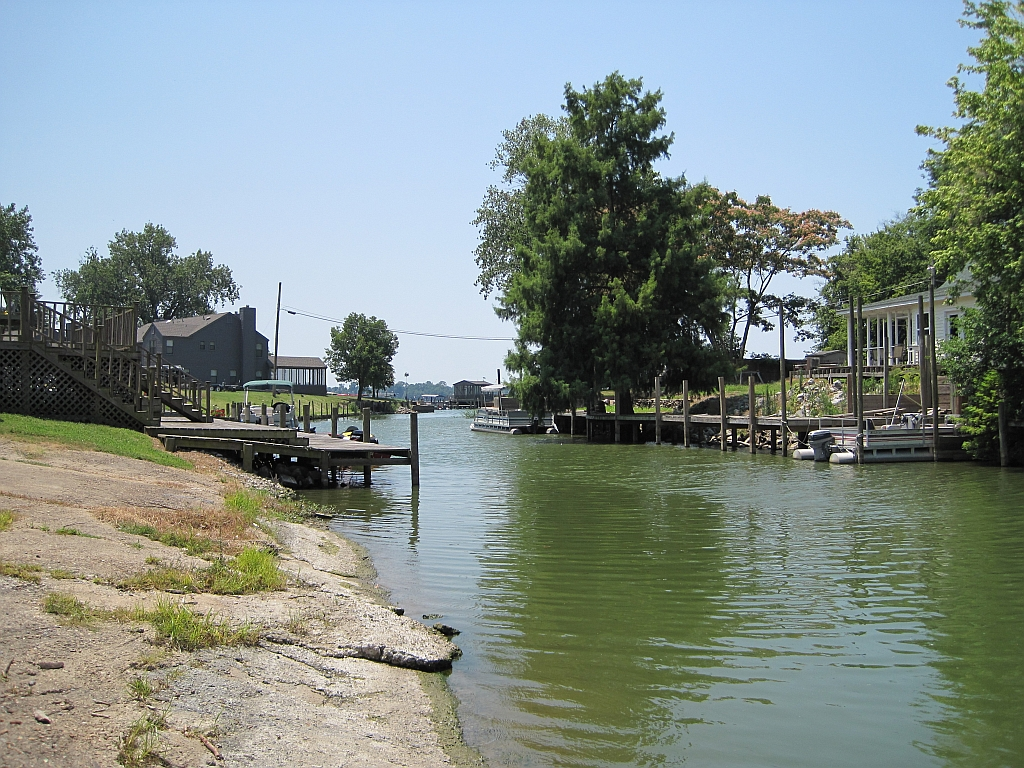
Lac Horseshoe